# Integració per capes
La integració per capes (el mètode de closques en càlcul integral) és un mètode per calcular el volum d'un sòlid de revolució, basat a integrar al llarg d'una perpendicular a l'eix a l'eix de revolució.
Fa servir l'anomenat "cilindre representatiu". Intuïtivament parlant, part de la gràfica d'una funció es fa girar al voltant d'un eix, i es modelitza com a compost per un nombre infinit de tubs buits, tots infinitament prims.
La idea és que un "rectangle representatiu" (utilitzat en les formes més bàsiques d'integració – such as ∫ x dx) pot girar entorn l'eix de revolució; generant així un cilindre buit. La integració, com a procés acumulatiu, llavors pot calcular el volum integrat d'una "família" de capes (una capa és l'aresta exterior d'un cilindre buit) - com que el volum és la primitiva de l'àrea, si es pot calcular l'àrea de la superfície lateral d'una closca, llavors es pot calcular el seu volum.
L'equació necessària, per calcular aquest volum, V, és una mica diferent depenent de quin eix està servint com l'eix de revolució. Aquestes equacions es basen que l'àrea de superfície lateral d'una closca és igual a: 2 pi (π) multiplicat pel radi mitjà del cilindre, p(y), multiplicat per la llargada del cilindre, h(y). Es pot calcular el volum d'una capa representativa per: 2π * p(y) * h(y) * dy, on és dy és el gruix de la capa - una varaible que tendeix a zero.
La integració de capes es pot considerar un cas especial de càlcul d'una integral doble en coordenades polars.

## Càlcul
Matemàticament, això s'expressa com:
{\displaystyle 2\pi \int _{a}^{b}p(y)h(y)\,dy}
si la rotació és al voltant de l'eix d'abcisses (eix horitzontal de revolució x), o
{\displaystyle 2\pi \int _{a}^{b}p(x)h(x)\,dx}
si la rotació és al voltant de l'eix d'ordenades (eix vertical de revolució y).
Aquí la funció p(x) és la distància des de l'eix i h(x) és la longitud de la capa, generalment la funció que sofreix la rotació. Els valors de a i els b són els límits d'integració, els punts d'inici i final de la forma que gira (fixeu-vos que els límits són unitats de l'Eix de Revolució).